# کنترل‌گر (نظریه کنترل)
در تئوری کنترل کنترل‌گرها (Controller) درگذشته به ابزاری گفته می‌شد که از ترکیبی از فن آوری‌های مکانیکی، هیدرولیکی، پنوماتیکی و برقی برای نظارت بر عملگرها بهره می‌برده ولی جدیداً بیشتر به ریزپردازندها و سامانه‌های رایانه ای گفته شده که وظیفه آن نظارت و آگاهی دادن نسبت به شرایط کار برای ایجاد یک سیستم پویا. به‌طور مثال نوعی برنامه‌های کنترل‌کننده برای نگه داشتن تنظیمات برای دما، فشار، جریان یا سرعت هستند.